# Colegio Metodista de Santiago
El Colegio Metodista de Santiago es un colegio chileno ubicado en la comuna de Santiago, Santiago de Chile y fundado en 1956 bajo la tutela de la Iglesia Metodista de Chile. Es catalogado como uno de los mejores de la comuna de Santiago.[¿según quién?]

## Historia
El Colegio Metodista de Santiago, pertenece a la Iglesia Metodista de Chile, y es una expresión más de su centenaria labor de predicación, enseñanza y servicio al país.
La institución se crea en 1955 y comienza a funcionar el 27 de mayo de 1956, siendo en ese momento pastor de la Segunda Iglesia Metodista de Santiago el Rvdo. Samuel Araya Ruedlinger. Su esposa, Ana Zóttele Clark es la primera directora del establecimiento, la cual permaneció a cargo del establecimiento hasta 1972; Zótelle es ratificada durante los obispados de Angie Smith (1960 y 1962), Foster Stockwell (1961), Pedro Zótelle Clark (1962 - 1969) y Raimundo Valenzuela Arms (1969 - 1973). En un principio, las actividades académicas se realizaban en las dependencias de la Iglesia, debido a que en un principio sólo tenía algunos cursos de Enseñanza Básica.
A partir de 1972, ad portas del inicio del obispado de Juan Vásquez del Valle, el colegio pasa a ser dirigido por Ruth Retamal, Su obra consiste en ampliar el rol educacional del colegio, atendiendo a los hijos de padres que trabajan todo el día, incluyendo la entrega diaria de raciones de desayuno y almuerzo, más otras actividades de extensión horaria.
En 1983, en pleno obispado de Isaías Gutiérrez Vallejos, es designada como directora Liddy Gonnet Benechi, la persona que ha estado más años en el cargo de directora del establecimiento educacional, siendo ratificada en los obispados de Hellmut Gnadt (1989 - 1993), Neftalí Aravena (1993 - 1997) y Pedro Grandón (1997 - 2006); Es en ese periodo, específicamente en 1984 donde el establecimiento educacional obtiene el reconocimiento estatal, mediante el Decreto Exento N° 4517 del 30 de agosto de ese año, por lo que pasa a llamarse Escuela Básica Particular N° 1257 Metodista.
En 1988, la entonces escuela comienza a tener disponibles todos los cursos de Educación General Básica y concreta su extensión a la Educación Media, en la modalidad científico-humanista. Este proyecto se hace realidad a partir de 1991, y su primera generación de cuarto año de enseñanza media se graduó en 1995. 
En el mismo año 1991 cambia su nombre, a Colegio Metodista de Santiago.
Como se comentó en un principio, el colegio en su primera etapa atendía preferentemente a los hijos de padres que trabajaban jornada completa fuera del hogar y que necesitaban que sus hijos permaneciesen dentro de un ambiente seguro, para cumplir su labor con tranquilidad.  Es así como hasta el día de hoy se imparten clases sistemáticas en sus diferentes niveles desde las 8:00 hasta las 18:00 horas, en forma continuada ofreciendo talleres de expresión a sus alumnos, los que hasta ahora sirven para que los estudiantes estén en un ambiente educativo y formativo constante.

## Proyecto de Integración Escolar
En 1990 un grupo de padres, profesores y alumnos, en respuesta a sus principios cristianos, tomaron la decisión de invitar a niños con algún tipo de trastorno de desarrollo, como lo es el síndrome de Asperger, el autismo, o el síndrome de Down, etc. para poder compartir con ellos una jornada escolar de forma semanal. Este permanente compartir, lleva a la creación, en ese mismo año, del Proyecto de Integración Escolar, que funciona hace más de 20 años y que da pie a que niños con necesidades educativas especiales permanentes y/o transitorias puedan culminar su enseñanza básica y media.
El trabajo de Integración Escolar, responde a los principios cristianos que rigen el actuar del colegio enfatizando el derecho que tienen las personas que presentan alguna necesidad educativa especial para poder desarrollarse en un ambiente que sea normalizador y heterogéneo.
Este proyecto se comenzó a desarrollar en la gestión de Liddy Gonnet, que el 2001 fue sucedida por Elsa Lizana Gutiérrez, docente que arribó a la dirección del establecimiento con la salida de esta última.

## Actualidad
Actualmente el Colegio atiende a alumnos de 1° año básico a 4° año medio, existiendo un curso por nivel, a excepción del 4° y 5° año básico, donde existen los paralelos A y B.
Hasta el año 2015, existieron cursos de educación especial, como por ejemplo, el Básico 7 (hasta 2012), y luego el Básico 8 (2013 - 2015); dirigido a niños cuyas edades fluctúan entre los 7 y 12 años. El Básico 7 estaba enfocado a niños con Autismo, Síndrome de Down, Retraso Mental Leve y Moderado, entre otras discapacidades intelectuales y cognitivas que no podían cursar un régimen regular de estudios; Asimismo, también existía hasta fines de 2013 el Taller Laboral de Repostería y Amasandería, dirigido a niños entre 17 a 24 años que ya hubiesen llegado al nivel Básico 10 de Educación Especial. Al igual que los otros dos cursos, también atendía niños con Autismo, Síndrome de Down, Retraso Mental Leve y Moderado. Hoy en día, estas actividades fueron asumidas por el Colegio Psicopedagógico Juan Wesley, escuela especial que también es propiedad de la Iglesia metodista de Chile.
El número de alumnos en total no supera los 360, mientras que por sala la cifra es variable entre 15 a 25 alumnos, muy menor a los colegios municipales que tienen hasta 50 alumnos al interior de sus aulas.
Hasta principios de 2018, el colegio fue dirigido por Marcela Mondaca Zúñiga, quien administró el establecimiento educacional por casi 13 años a partir de 2005, siendo nombrada al final del obispado del Rvdo. Pedro Grandón; y posteriormente ratificada durante el segundo obispado de Neftalí Aravena y en los sucesivos cuadrenios de Mario Martínez y Pedro Correa.
Es en la gestión de Mondaca donde el colegio inició un plan de modernización, se formalizó el Proyecto de Integración Escolar dirigido a estudiantes con necesidades educativas especiales. Adicionalmente se creó el Proyecto SEP, para recibir la Ley de Subvención Escolar Preferencial. Además, en esa administración se consiguió que todos los profesores del establecimiento contaran con su respectivo título profesional, así como también se modernizaron la sala de computación y el laboratorio de ciencias, se implementaron las salas audiovisuales y se implementó la sala de música. En resultados académicos, el establecimiento logró destacarse durante la evaluación SIMCE, dentro de la comuna de Santiago. En matrículas, el colegio se elevó de 100 a 360 estudiantes.
En cuanto a relaciones con la Iglesia, es en esa administración donde se potencia la organización del Ministerio de Educación Metodista Zonal, de la cual Mondaca fue su presidenta.
Coincidente con el cambio de obispo de la institución religiosa y la salida de Marcela Mondaca, el directorio de la fundación nombró a la también directora del jardín infantil y escuela de párvulos metodista Institución Sweet, Denise Soto Vergara.
La profesional que encabeza desde 2010 la centenaria institución de educación preescolar, asumió el 28 de febrero de 2018 como directora de este establecimiento educacional, y durante un año asumió el control de ambos establecimientos de la congregación. Esta dualidad de funciones duró hasta 2019, cuando la Fundación determinó colocar a Betsabé Castro Rivera como directora del establecimiento a partir de 2019.

## Acreditación
Es miembro del Ministerio de Educación Metodista, y además está acreditado por otras asociaciones nacionales e internacionales.

## Directores del Colegio Metodista de Santiago
- Ana Zottele Clark (1956 - 1972)
- Ruth Retamal (1972 - 1983)
- Liddy Ethel Gonnet Benechi (1983 - 2001)
- Elsa del Rosario Lizana Gutiérrez (2001 - 2005)
- Marcela Cristina Mondaca Zúñiga (2005 - 2017)
- Denise Helene Soto Vergara (2018)
- Betsabé Castro Rivera (2019 - presente)

## Capellanes del Colegio Metodista de Santiago
- Rvdo. David Orellana Navia (2006 - 2010)
- Rvdo. Héctor Castillo Guajardo (2011 - 2014)
- Obispo honorario Mario Martínez Tapia (2014 - 2017)
- Rvdo. Edinson Caba Burgos (2018-2021)

## Jefes técnicos pedagógicos del Colegio Metodista de Santiago
- Mauricio Astudillo Muñoz (2009 - 2016)
- Marly Escobar San Martín (Educación Media) (2017)
- Oscar Marchant Araya (Educación Básica) (2017)
- Betsabé Castro Rivera (2018)
- Andrea Pavez Bravo (Educación Básica) (2019)
- Karina Reyes San Martín (Educación Media) (2019)
- Karina Reyes San Martín (Educación Básica - Media) (2020)

## Coordinadores del Programa de Integración Escolar del Colegio Metodista de Santiago
- Paulina Barahona Coronado (2005 - 2014)
- Leandra Rodríguez Vera (2014 - presente)

## Equipo directivo y administrativo actual
El equipo directivo del Colegio Metodista de Santiago en la actualidad está integrado por:
| Cargo                                     | Titular                   |
| ----------------------------------------- | ------------------------- |
| Director del Colegio                      | Betsabé Castro Rivera     |
| Capellanía                                | Rvdo. Edinson Caba Burgos |
| Encargado Área Técnico Pedagógica         | Karina Reyes San Martín   |
| Encargada de Contabilidad                 | Paulina Mora Bravo        |
| Encargada Proyecto de Integración Escolar | Leandra Rodríguez Vera    |
| Inspector general                         | Esteban Alarcón Cisternas |
| Orientadora                               | Andrea Pavez Bravo        |
| Secretaria                                | Ana Suazo López           |